# 419-es busz
A 419-es jelzésű helyközi autóbusz Budapest, Örs vezér tere és Csömör, Laky park között közlekedik. A járat az 1991-es indulástól 2017 októberéig 1002-es menetrendi számmal közlekedett. 2017. október 6. óta péntek és szombat éjszaka is közlekedik irányonként 2-2 indulással. Csömöri szakaszán csonkaindulások is közlekednek munkaszüneti napok kivételével naponta. A viszonylatot korábban a Weekendbus Közlekedési Zrt., 2025 áprilisától pedig a MÁV Személyszállítási Zrt. üzemelteti.

## Útvonala
| Budapest, Örs vezér tere felé |
| Csömör, Laky park vá. – Széchenyi utca – Szabadság út – Hunyadi János utca – Vasút sor – Major út – Budapest, Csöbör utca – Timur utca – Szlovák út – Rákosi út – Füredi utca – Örs vezér tere – Budapest, Örs vezér tere vá. |
| Csömör, Laky park felé |
| Budapest, Örs vezér tere vá. – Örs vezér tere – Füredi utca – Rákosi út – Szlovák út – Timur utca – Csöbör utca – Csömör, Major út – Vasút sor – Hunyadi János utca – Szabadság út – Széchenyi utca – Csömör, Laky park vá.   |

## Megállóhelyei
| 0 | Csömör, Laky park végállomás        | 29 | 449 |
| 1 | Csömör, Fecske utca                 | 28 | 449 |
| 2 | Csömör, Rét utca                    | 27 | 449 |
| 3 | Csömör, Rákóczi Ferenc utca         | 26 | 449 |
| 5 | Csömör, Hősök tere                  | 24 | 449 |
| 6 | Csömör, Petőfi Sándor utca          | 23 | 449 |
| 7 | Csömör, Gorkij fasor H              | 22 | 449 |
| 8 | Csömör, Béke tér                    | 20 | 449 |
| 10 | Csömör, Major utca                  | 18 | |
| 12 | Csömör, Vilma utca                  | 16 | |
| 14 | Budapest, Bekecs utca               | 14 | 31 |
| A szürke hátterű megállóhelyeken az Örs vezér tere felé csak leszállni, Csömör felé csak felszállni lehet. |                                     |    | |
| 15 | Budapest, Timur utca                | 13 | 31, 46, 146, 174, 175 931 |
| 17 | Budapest, Szénás utca               | 11 | 46, 144, 146, 174 931, 996, 996A |
| 18 | Budapest, János utca                | 10 | 144, 174, 244 931, 996 |
| 19 | Budapest, József utca               | 9  | 92, 92A, 144, 174, 244 931, 996 |
| 20 | Budapest, Batthyány utca            | 8  | 144, 174, 244, 277 931, 996 |
| 21 | Budapest, Rózsa utca                | 7  | 144, 174, 244 996 |
| 23 | Budapest, Csertő utca               | 5  | 80 174 907 |
| 26 | Budapest, Vezér utca                | 3  | 81, 82, 82A 131, 144, 231, 231B |
| 29 | Budapest, Örs vezér tere végállomás | 0  | 3, 62, 62A 80, 81, 82, 82A 10, 31, 32, 44, 45, 67, 85, 85E, 97E, 131, 144, 161, 161A, 161E, 168E, 169E, 174, 176E, 231, 244, 276E, 277 907, 908, 908A, 931, 956, 990 410, 430, 440, 441, 484, 485, 486, 505, 510 1040, 1049, 1070, 1075, 1077, 1078 |

Csonkamenetek a viszonylaton
- Csömör, Laky park ◄► Csömör, Béke tér; munkaszüneti napok kivételével naponta irányonként 7-7 indulással.